# Decisió
Una decisió és una norma jurídica del dret comunitari europeu que suposa un acte que correspon exactament a la situació existent en els ordenaments jurídics estatals, en els quals les administracions estatals estableixen en un acte administratiu vinculant per a la ciutadania les condicions d'aplicació d'una llei. Les decisions suposen l'acte atípic pel qual les institucions comunitàries regulen amb caràcter obligatori els casos particulars, de manera que poden exigir a un estat o a la ciutadania que dugui a terme o s'abstingui de fer una acció concreta, o bé atorgar-li drets o imposar-li deures. Té validesa individual i obligatòria. Per les seves característiques i funcions s'equiparen als actes administratius del dret intern. En funció del que diu el Tractat de Lisboa (2007) en el seu article 249.4, la decisió serà obligatòria en tots els seus elements. Quan designi destinataris, només serà obligatòria per a aquest.